# 约翰·R·霍奇
约翰·R·霍奇 (英語：John Reed Hodge, 1893年6月12日—1963年11月12日)是一位美国陆军上将。

## 生平
1893年出生于伊利诺伊州，先后毕业于南伊利诺伊大学和伊利诺伊大学厄巴纳-香槟分校，后参与第一次世界大战，在法国和卢森堡参战。后毕业于美国陆军指挥参谋学院和美国陆军战争学院。第二次世界大战中先后参与瓜达尔卡纳尔岛战役，所罗门群岛战役，布干维尔岛战役，菲律宾战役 (1944年至1945年)，冲绳岛战役，荣获多项勋章。1941年至1942年担任美国陆军第7军主任参谋，1945年至1948年担任出任驻朝鲜美国陆军司令部军政厅司令，他派遣部队听从道格拉斯·麦克阿瑟指挥于1950年9月9日进行仁川登陆，改变朝鲜战争局势。1948年至1950年担任美国陆军第5军軍長，1950年至1952年担任美国中央陆军司令，1952年7月5日晋升为上将。1952年至1953年担任美国陆军野战部队司令部司令。
1963年在美国华盛顿哥伦比亚特区逝世，享年70岁。